# Campionato di football americano dell'Estremo Oriente 2019
Il campionato di football americano dell'Estremo Oriente 2019 è la 5ª edizione del campionato di football americano di primo livello, che raggruppa squadre provenienti dal Circondario federale dell'Estremo Oriente.

## Squadre partecipanti
| Club                       | Città                | Stadio | Sponsor ufficiale |
| -------------------------- | -------------------- | ------ | ----------------- |
| Khabarovsk Legio 27        | Chabarovsk           |        |                   |
| Black Grizzlies Komsomolsk | Komsomol'sk-na-Amure |        |                   |
| Vladivostok Wildpandas     | Vladivostok          |        |                   |
| Yakutian Boturs            | Jakutsk              |        |                   |

## Calendario
| Chabarovsk 13 settembre 2019 | Vladivostok Wildpandas | 78 – 8 referto | Yakutian Boturs |  |

| Chabarovsk 13 settembre 2019 | Khabarovsk Legio 27 | 36 – 12 referto | Black Grizzlies Komsomolsk |  |

| Chabarovsk 14 settembre 2019 | Vladivostok Wildpandas | 50 – 6 referto | Black Grizzlies Komsomolsk |  |

| Chabarovsk 14 settembre 2019 | Khabarovsk Legio 27 | 66 – 0 referto | Yakutian Boturs |  |

| Chabarovsk 15 settembre 2019 | Black Grizzlies Komsomolsk | 16 – 14 referto | Yakutian Boturs |  |

| Chabarovsk 15 settembre 2019 | Vladivostok Wildpandas | 57 – 0 referto | Khabarovsk Legio 27 |  |

### Classifica
La classifica della regular season è la seguente.
- PCT = percentuale di vittorie, G = partite giocate, V = partite vinte,  P = partite perse, PF = punti fatti, PS = punti subiti

| Pos. | Squadra                    | PCT   | G | V | N | P | PF  | PS  |
| ---- | -------------------------- | ----- | - | - | - | - | --- | --- |
| 1    | Vladivostok Wildpandas     | 1.000 | 3 | 3 | 0 | 0 | 185 | 14  |
| 2    | Khabarovsk Legio 27        | .667  | 3 | 2 | 0 | 1 | 102 | 69  |
| 3    | Black Grizzlies Komsomolsk | .333  | 3 | 1 | 0 | 2 | 34  | 100 |
| 4    | Yakutian Boturs            | .000  | 3 | 0 | 0 | 3 | 22  | 160 |

## Verdetti
- Vladivostok Wildpandas Campioni dell'Estremo Oriente 2019